# Municipio de Wade (condado de Jasper)
El municipio de Wade (en inglés: Wade Township) es un municipio ubicado en el condado de Jasper en el estado estadounidense de Illinois. En el año 2010 tenía una población de 4475 habitantes y una densidad poblacional de 23,25 personas por km².

## Geografía
El municipio de Wade se encuentra ubicado en las coordenadas 39°0′21″N 88°10′57″O / 39.00583, -88.18250. Según la Oficina del Censo de los Estados Unidos, el municipio tiene una superficie total de 192.51 km², de la cual 191.55 km² corresponden a tierra firme y (0.5%) 0.96 km² es agua.

## Demografía
Según el censo de 2010, había 4475 personas residiendo en el municipio de Wade. La densidad de población era de 23,25 hab./km². De los 4475 habitantes, el municipio de Wade estaba compuesto por el 98.59% blancos, el 0.11% eran afroamericanos, el 0.04% eran amerindios, el 0.18% eran asiáticos, el 0.02% eran isleños del Pacífico, el 0.25% eran de otras razas y el 0.8% pertenecían a dos o más razas. Del total de la población el 0.98% eran hispanos o latinos de cualquier raza.